# مسیه ۶۷

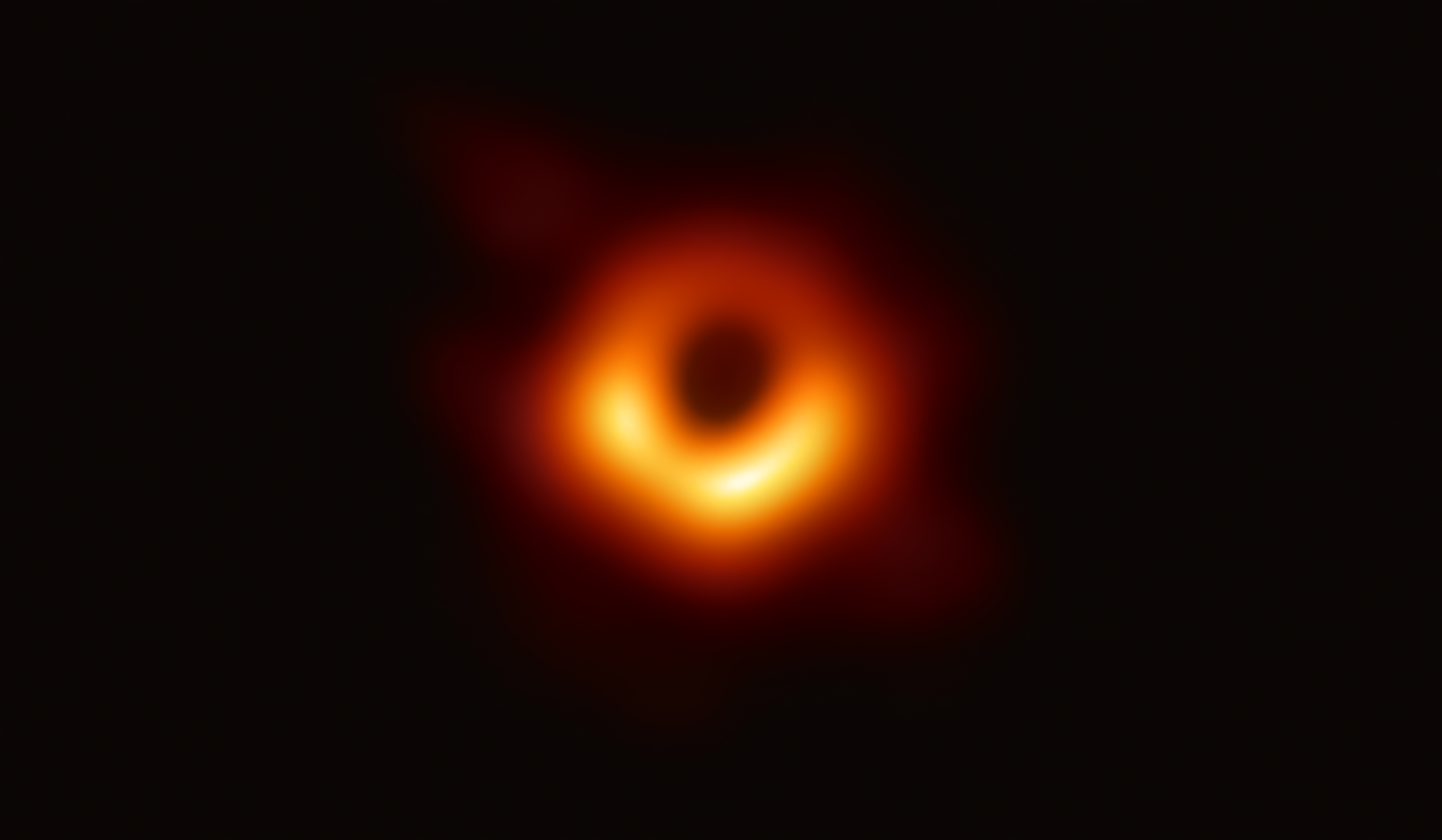
نخستین نگارهٔ واقعی از یک سیاهچاله که توسط تلسکوپ افق رویداد (EHT) گرفته شده‌است. تصویر به دست آمده از سیاهچاله در کهکشان‌ ام ۸۷ یک حلقهٔ آتش درخشان را به دور سیاهچاله‌ای نشان می‌دهد. این سیاهچاله به شکل دایره است ولی یک سوی آن نور بیشتری دارد (چون این نور نزدیکتر به کره زمین است). قُطر این سیاهچاله‌ ۴۰ میلیارد کیلومتر است (سه میلیون برابر زمین)، جِرم آن ۶.۵ میلیارد برابر خورشید است و فاصلهٔ سیاهچاله با زمین ۵۰۰ میلیون تریلیون کیلومتر (۵۳ میلیون سال نوری) است.

مسیه ۶۷ (به انگلیسی: Messier 67) یا ان‌جی‌سی ۲۶۸۲ یک خوشه ستاره‌ای باز در صورت فلکی خرچنگ است که فاصله آن از زمین دو هزار و دویست و پنجاه سال نوری و قدر ظاهری آن ۷.۵ است.